# De Olympische Smurfen
De Olympische Smurfen is het elfde stripalbum uit de reeks De Smurfen. Naast het titelverhaal bevat het album ook de verhalen Paassmurfverhaal en Het Smurfen-park. Het album werd voor het eerst uitgegeven in 1983 door Dupuis. Sinds 2010 wordt het album met een licht gewijzigde cover en herziene belettering uitgegeven bij Standaard Uitgeverij.

## Olympische mascotte
In 1979 werden de Smurfen door het BOIC gevraagd als mascotte voor de Belgische atleten op de Olympische Zomerspelen 1980. De Luxemburgse en Belgische concessiehouders van Coca-Cola, Sprite en Fanta, een grote sponsor van de atleten, wilden de Smurfen als promotiemateriaal gebruiken. Peyo maakte daarom een onuitgegeven verhaal, De Olympische Smurfen, dat als album verscheen. Het album werd cadeau gegeven aan trouwe klanten van de Coca-Cola-producten. De campagne met de Smurfen werd als succesvol ervaren. Peyo zelf droeg door zijn zwakke gezondheidstoestand echter nauwelijks bij aan de tekeningen van het verhaal. Het tekenwerk werd voornamelijk gedaan door François Walthéry en Jidéhem.

## De verhalen

### De Olympische Smurfen
Potige Smurf wil de andere Smurfen aanzetten om te sporten en organiseert spelen. Er worden twee ploegen gevormd, maar Schrielsmurf is bij geen van beiden gewenst. Potige Smurf stelt hem voor om onafhankelijk van de rest mee te doen. Schrielsmurf oefent het meest van alle Smurfen, maar beseft dat hij weinig kans maakt. Hij vraagt Grote Smurf om hulp. Die geeft hem een middeltje om op de neus te smeren. Hij wint alle wedstrijden, maar bekent dan dat hij vals heeft gespeeld. De Smurfen reageren onthutst, maar Grote Smurf maakt ze duidelijk dat het middeltje slechts aalbessenjam was, dus geen pepmiddel, behalve voor het zelfvertrouwen van de Schrielsmurf. De eerlijke Schrielsmurf krijgt z'n medaille en wacht op een kus van de Smurfin, maar die loopt met Brilsmurf weg.

### Paassmurfverhaal
Brilsmurf wil Grote Smurf een ei geven voor Pasen, maar ziet dat Suikersmurf een suikerei heeft. Hij wordt jaloers en wisselt de eieren. Lolsmurf op zijn beurt wisselt het suikerei met een vals ei met een rotje in. Hij wil het ei koken, maar het smelt. Suikersmurf geeft Grote Smurf zijn ei. Grote Smurf maakt er een taart van en Suikersmurf snapt niet hoe hij een echt ei heeft kunnen maken. Brilsmurf ten slotte komt het ontplofbare ei geven. Het ontploft en Grote Smurf krijgt de taart over zich. Geen Smurf verstaat nog wat er met zijn ei is gebeurd.

### Het Smurfen-park
De Smurfen willen picknicken, maar hun favoriete plekje is helemaal niet gezellig en ze verlaten het. Gargamel vindt het plekje 's nachts en krijgt een idee: hij maakt een parkje vol vallen voor de Smurfen. Ze trappen erin, maar Brilsmurf kan de andere Smurfen nog waarschuwen. Oerdomsmurf neemt een veel te grote hark mee. Gargamel trapt er per ongeluk op en raakt buiten westen.

## Tekenfilmversie
De tekenfilmversie van De Olympische Smurfen heet De Osmurfische Spelen. Het verhaal is gelijkaardig, alleen komt Schrielsmurf niet voor en komt Babysmurf wel voor. Ook doen Gargamel, Azraël en Bolle Gijs mee, wat niet het geval is in het stripverhaal. In de serie vernietigt Gargamel het Smurfendorp met een vulkaan, iets wat ook te zien is in de Engelse intro.